# August Achtenhagen

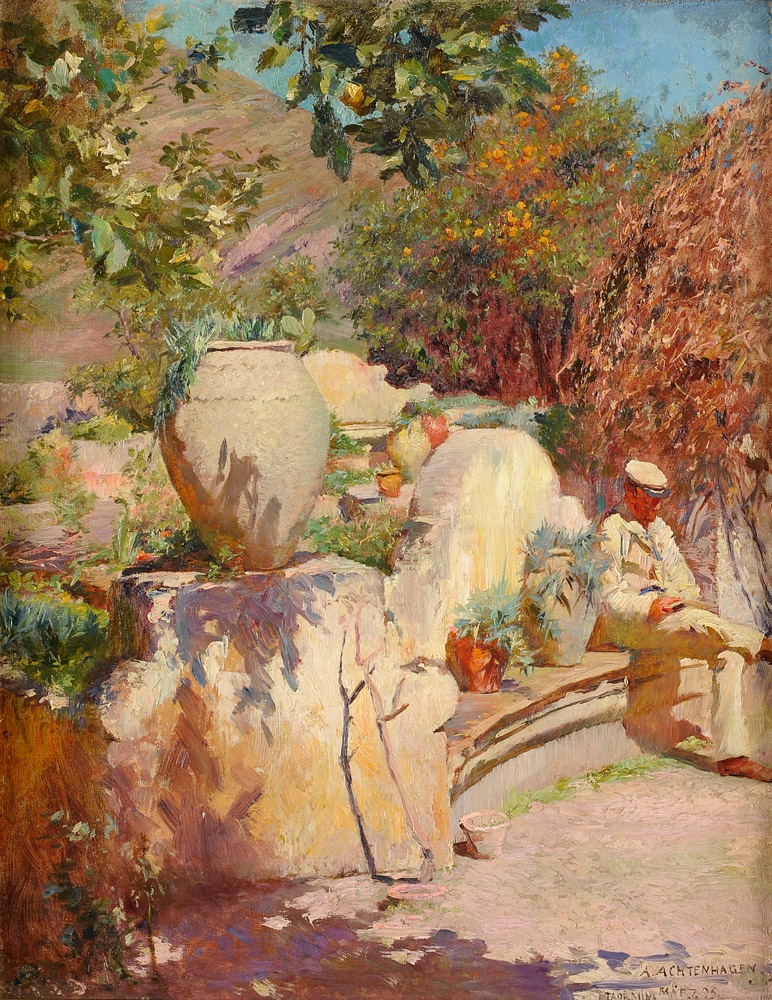
Taormina 1895

Karl Ludwig August Achtenhagen (* 22. August 1865 in Berlin; † 3. August 1938 in Potsdam) war ein deutscher Porzellan- und Landschaftsmaler.
Achtenhagen studierte von 1883 bis 1885 an der Unterrichtsanstalt des Kunstgewerbemuseums Berlin und arbeitete danach als Figurenmaler an der Königlichen Porzellan-Manufaktur Berlin. Er besuchte von 1897 bis 1901 die Berliner Kunstakademie und wurde 1902 zum Lehrer an der Unterrichtsanstalt des Kunstgewerbemuseums Berlin ernannt. Bereits 1899 gehörte er neben Fritz Geyer, Carl Kayser-Eichberg, Felix Krause, Louis Lejeune, Theodor Schinkel und Hans Pigulla zu den Mitbegründern des Märkischen Künstlerbunds.
1909 wurde er Malereivorsteher bei der Königlichen Porzellan-Manufaktur Berlin und 1912 Malereidirektor bei der Porzellanmanufaktur Meißen. In der Freizeit beschäftigte er sich mit der Landschaftsmalerei. In der Zeit des Nationalsozialismus nahm er noch an sieben Ausstellungen teil.